# Saint-Martin-de-Nigelles
Saint-Martin-de-Nigelles är en kommun i departementet Eure-et-Loir i regionen Centre-Val de Loire strax norr om centrala Frankrike. Kommunen ligger i kantonen Maintenon som tillhör arrondissementet Chartres. År 2022 hade Saint-Martin-de-Nigelles 1 581 invånare.

## Befolkningsutveckling
Antalet invånare i kommunen Saint-Martin-de-Nigelles
Referens:INSEE